# Nusratiye-Moschee
Die Nusratiye-Moschee (türkisch Nusratiye Camii), früher Maronitische Kirche (Maruni Kilisesi), ist eine in eine Moschee umgewandelte historische maronitisch-katholische Kirche aus den 1870er Jahren in der südtürkischen Stadt Mersin.
Die Kirche wurde im Jahre 1876 von christlichen Maroniten aus dem Libanon und Syrien gegenüber der protestantischen Kirche errichtet. In den 1950er Jahren jedoch starb der Priester durch einen Blitzschlag, weshalb die maronitische Gemeinde für einen neuen Gemeindevorsteher in den Libanon reisen musste. Allerdings kam man – nach Angaben von Mustafa Erim – zur Erkenntnis, dass die maronitische Gemeinde von 300 Personen zu klein sei, um einen Priester unterhalten zu können, weshalb man ohne einen neuen Vorsteher zurückkehrte. Die Kirche wurde unter der Bedingung dem Staat übergeben, dass das Gebäude religiösen Zwecken dienen solle, und die Kirchenglocke wurde in die römisch-katholische Sankt-Anton-Kirche eingebaut, wo auch die Maroniten in der Stadt von nun an ihre Gottesdienste abhielten. Um 1971 lebten nur noch 150 Maroniten in der Stadt.
Die Maronitische Kirche war vom Bautyp her eine längsschiffige Pfarrkirche mit zwei Eingängen. Der Grundplan war rechteckig. Im Jahre 1985 wurde das Gebäude in eine Moschee umfunktioniert und 1986 in das obere Stockwerk eine Wohnung für den Imam angebaut. An der Nordfassade wurden eine Vorhalle (son cemaat yeri) und Toiletten angebaut, ein Türeingang wurde in ein Mihrab umgewandelt.